# Talos (videojuego)
Talos es un videojuego de habilidad realizado por la compañía británica Silversoft Ltd en el año 1985.

## Objetivo
Vagamente inspirado en el mito griego de Talos, el gigante de bronce, el Talos protagonista de este videojuego es un robot que ha sido desmembrado en siete partes. Nuestro objetivo consiste en reunir nuevamente todas las partes del robot, y para ello empezamos controlando una de sus manos, que deberá desplazarse por un mapeado de 200 pantallas a fin de encontrarlas. A modo de defensa, la mano puede lanzar tuercas contra los enemigos.